# Batalla de Carpintería
La Batalla de Carpintería ocurrió el 19 de septiembre de 1836 entre el ejército leal al gobierno de Manuel Oribe y las fuerzas revolucionarias del General Fructuoso Rivera, aliado con los unitarios exilados en el Uruguay al mando del General Juan Lavalle . Tuvo lugar en las costas del arroyo Carpintería, en el Departamento de Durazno. El combate se saldó con el triunfo de Oribe y Lavalleja.
En esta batalla, las tropas de Oribe se distinguieron usando unas vinchas blancas, en las cuales inscribieron el lema “Defensores de las Leyes”. Las tropas de Rivera usaron como distintivo una vincha hecha con el forro de los ponchos, que era de color rojo. Anteriormente los liberales uruguayos usaban divisas celestes, pero con el tiempo se desteñían, tornándose casi blancas, por lo que se cambió el color al rojo. Allí nacieron las “divisas” de los “blancos” y los “colorados”. Los primeros eran ideológicamente conservadores y partidarios del federalismo, mientras que sus rivales eran los defensores del liberalismo y tenían apoyo de grupos populares y oficiales del ejército. Debe mencionarse que ambas tienen un claro antecedente: durante la Revolución Oriental, los patriotas se identificaron con el uso de cintillos blancos, al contrario de los realistas, que usaban rojos. Finalmente la victoria sería para el grupo blanco.